# Мисс Казахстан 1999
Мисс Казахстан 1999 года (каз. Мисс Қазақстан 1999) — 3-й национальный конкурс красоты, проводился в Астане, в «Конгресс-холле» 29 октября. Впервые проведён в Астане, после перенесения столицы. Победительницей конкурса стала представительница города Алматы — Асель Исабаева.

## События
Совместно с Детским благотворительным фондом «БОБЕК», прошёл ряд благотворительных акций под девизом: «Красота и мир — детям Казахстана».

## Гости
Список гостей:
- Лана;
- Руслан Тохтахунов;
- Парвиз Назаров.

## Итоговый результат
Итоговый результат:
| Титул               | Участница         |
| ------------------- | ----------------- |
| Мисс Казахстан 1999 | Асель Исабаева    |
| 1-я Вице Мисс       | Айнур Исмаилова   |
| 2-я Вице Мисс       | Юлия Новожилова   |
| 3-я Вице Мисс       | Эльвира Джакупова |

## Участницы
Всего в национальном конкурсе красоты приняло 30 участник из 14 регионов.